# Antonio Maria Bianchi

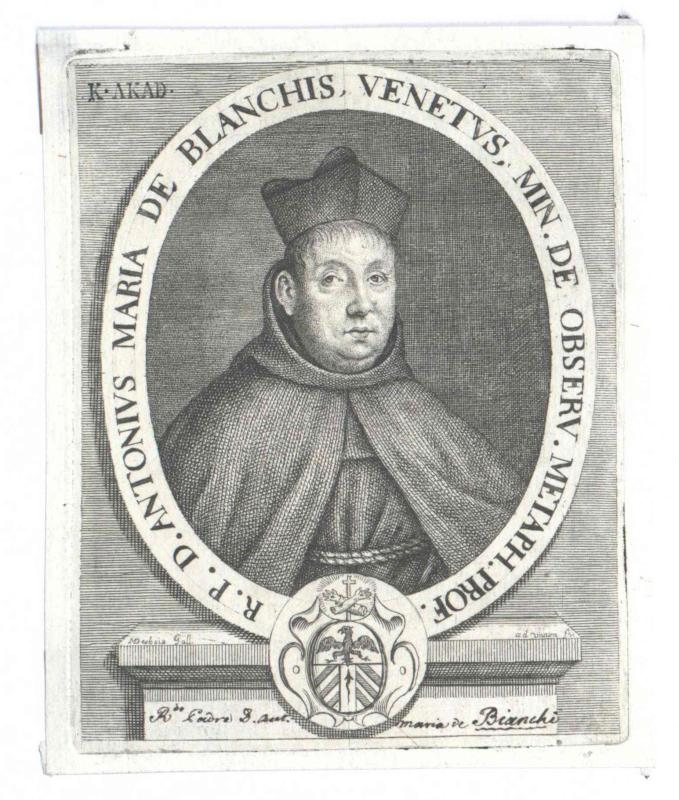
Antonio Maria Bianchi

Antonio Maria Bianchi (Venezia, 6 agosto 1630 – Padova, 18 aprile 1694) è stato un teologo e filosofo italiano appartenente all'ordine francescano.

## Biografia
Antonio Maria Bianchi vide la luce a Venezia il 6 agosto 1630 e, all'età di 15 anni, si unì all'ordine dei frati minori osservanti. Dopo aver compiuto il periodo di noviziato, fu inviato presso la comunità di Santa Maria della Mercede di Napoli per approfondire i suoi studi. Al suo ritorno a Venezia, continuò la sua formazione filosofica sotto la guida di Girolamo di Piove di Sacco, docente presso l'Università di Padova. 
Bianchi ampliò ulteriormente le sue conoscenze teologiche a Milano e a Verona. Quì impartì lezioni di logica ai giovani delle nobiltà cittadine. Svolgendo in seguito la stessa attività anche a Venezia, mentre era lettore di filosofia presso il convento di San Francesco della vigna, si guadagnò il favore degli uomini più istruiti del patriziato veneziano. In virtù di ciò, il Senato veneto, con il consenso unanime dei riformatori allo studio Nicolò Sagredo, Luigi Contarini e Pietro Basadonna, lo nominò il 17 ottobre 1672 alla cattedra di metafisica dell'Università di Padova, elogiandolo come un "individuo di grande fama e universalmente ammirato per le sue virtù". In occasione di tale nomina, si trasferì presso la comunità di San Francesco Grande della città euganea.
Le lezioni di Bianchi, basate sui testi della Metafisica di Aristotele spesso interpretati attraverso gli scritti del rinomato maestro della scuola francescana Giovanni Duns Scoto, erano lodate per la loro profondità. Grazie alla qualità del suo insegnamento, Bianchi fu presto considerato "l'Aristotele dei suoi tempi". Oltre al suo lavoro accademico, Bianchi non trascurò il suo impegno nell'ordine francescano, assumendo incarichi di rilievo come quello di superiore provinciale nel 1675.
Antonio Maria Bianchi si spense a Padova il 18 aprile 1694. 

## Opere
Delle numerose opere da lui realizzate, ne sono giunte fino a noi solo alcune. Fra queste:
- Una dissertazione concernente Daniele 2, pubblicata nel 1676, ed intitolata Nabuchi statua iuxtà Danielis prophetae interpretationem sacrae theologiae comparata allegoricè concepta, textualitèr exposita, dogmaticè distributa, & scholasticè controuersa[1].
- Due prolusioni ai corsi di filosofia, rispettivamente del 1686[2] e del 1692, ancora inedite nonostante il desiderio dei contemporanei di vederle stampate.
- Una sua operetta in versi intitolata L'eternità della gloria, data alle stampe nel 1688.